# Історія астрономії
Історія астроно́мії — історія від Арістотеля до Коперника — досягнуто високого рівня у моделюванні спостережуваного з Землі руху небесних тіл; епоха титанів (період життя Коперника, Браге, Кеплера, Галілея і Ньютона) — доведено єдність фізичної природи Землі і планет, сформульовані основні закони динаміки, закладено фундамент небесної механіки тощо; епоха тріумфу теорії гравітації (XVIII—XIX століття); епоха розквіту релятивістських теорій і всехвильової астрономії (XX століття) — період тісної співпраці астрономії й фізики.
На перших етапах свого розвитку астрономія становила єдине ціле з астрологією. Їх остаточне розділення відбулося в Європі доби Відродження. Інші науки, що досліджують позаземні об'єкти (астрофізика, космологія тощо), також раніше розглядалися як частина астрономії, але в XX столітті вони виділилися як окремі

## Давній період

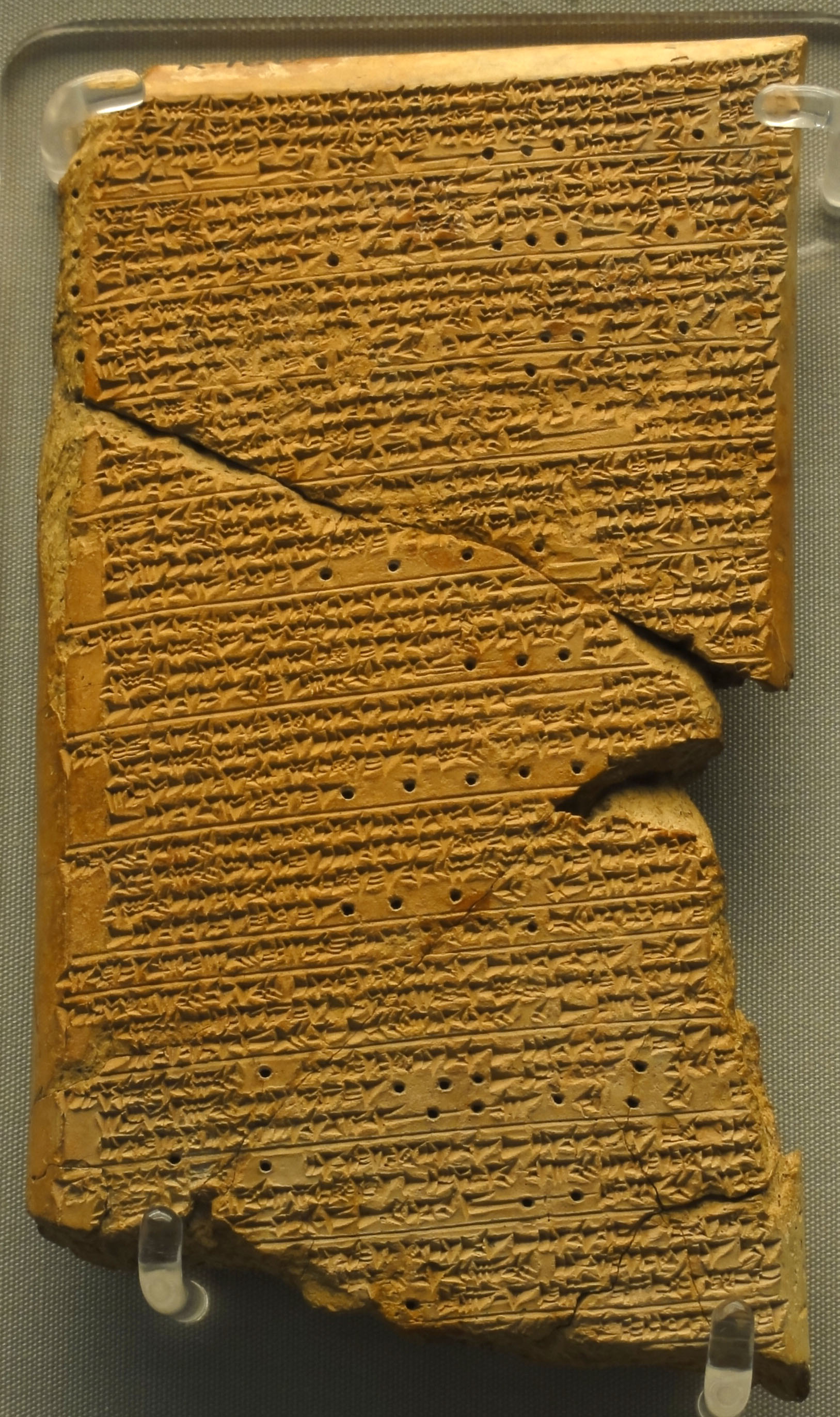
«Табличка Венери Аммі-цадука», з описом спостереження за Венерою (II тисячоліття до н. е.)

Про появу астрономії у найдавніших цивілізацій нічого невідомо. Але науковці сходяться на думці, що головною причиною її виникнення була необхідність у ній для таких звичайних потреб, як, наприклад, фермерство та навігація. Люди завжди мали потребу у визначенні часу коли було необхідно сіяти та збирати врожай. Досі існують фермерства, що користуються тими самими порадами, які зустрічаються в праці давньогрецького поета Гесіода «Роботи і дні». А без вміння орієнтуватися в просторі були б неможливими такі звичайні речі, як військові походи або мореплавство. Подальше упорядкування набутих знань сприяло розвитку науки, створенню приладів та систем вимірювання часу. Відповідно до періодичних циклів зміни дня і ночі, фаз Місяця, пір року з'явилися одиниці вимірювання часу: доба, місяць, рік. Що згодом призвело до появи календаря. Перші письмові докази існування астрономії простежуються у джерелах III—II тисячоліття до н. е. у розвинених культурах, які сформувались на території Єгипту і Вавилону.
Як і у всі подальші часи, з самого початку люди намагались зрозуміти і пояснити бачене ними. Так спостерігаючи за небом було складено уявлення, що Земля є нерухомою, а весь небосхил обертається навколо неї. Також велику увагу до себе привертали рідкісні явища: затемнення, поява комет, падіння метеоритів тощо. Першими спробами пояснення цих, як і багатьох інших явищ, була міфологія. Уявлення давніх цивілізацій про походження і будову Всесвіту збереглися до наших часів у текстах та фольклорі, а деякі релігії досі зберегли ці вірування. Заведено вважати, що лише у IV тисячолітті до н. е., почали формуватись перші здогади про фізичну природу цих явищ.

### Вавилон
Вавилонську астрономію ділять на два періоди — давньовавилонський та ассирійський (2000—630 роки до н. е.) і нововавилонський та перський (630—330 до н. е.), — що корелюються з державами які існували на його території в різні проміжки часу. Перші свідчення про астрономію у Вавилоні почали знаходити у XIX столітті разом із іншими пам'ятками писемності, аналіз яких досі триває. Перші дослідники прийшли до висновку, що астрономія Месопотамії у III—II тисячолітті до н. е. була дуже розвиненою і зі значними здобутками. Однак подальше знайомство зі стародавніми текстами поставило такі думки під сумнів, хоча факт існування астрономії в ті часи визнається безперечним.
На 1990 рік було знайдено 3 тексти цілковито присвячених астрономії, які відносять до другої половини II тисячолітті до н. е.: «Астролябії» (точна назва «Три зорі в кожному»), «Списки зір Елама, Аккада та Амуру» та енциклопедія астрономії «Мул Апін», оригінал якої датують 690 роком до н. е., однак певна частина матеріалів якої стосується спостережень зроблених принаймні в період XIII—XI століття до н. е. На думку Бартеля ван дер Вардена: «Астролябії» відмічають початок наукової астрономії і це — перша спроба систематизації донаукових знань про зорі, які видно в різні сезони року. Аналіз «Списків зір Елама, Аккада та Амуру» засвідчив, що в ньому йдеться про дати геліактичного сходу тих же зір, що й у «Астролябіях», але все вказувало на те, що їх складено раніше, і «Астролябії», напевно, були вдосконаленням цих попередніх таблиць. Серія «Мул Апін» складалася з трьох табличок, які, своєю чергою, поділялися на 18 розділів.
Уніфікований Вавилонський календар був введений за правління Хаммурапі і складався з 12 місяців по 29 і 30 днів почергово. Місяць починався ввечері з першою появою серпа нового Місяця. Щоб утримувати початок року у потрібному сезоні, яким була весна, у календар інколи вводили 13-й місяць. Також астрономам Вавилону було відомо, що положення Місяця на небі може відрізнятися від його середнього, обчисленного значення на 6°. Завдяки чому їм вдавалося встановлювати момент повного Місяця з похибкою меншою, ніж одна година.
Достеменно відомо, що вже з середини I тисячоліття до н. е. вавилонські астрономи для опису руху Сонця, Місяця і планет використовували арифметичну прогресію. Результати обчислень місячних і планетарних явищ математичними методами виявлено в понад 300 текстах, більшість із яких зберігається у Британському музеї та Луврі. Серед текстів зустрічаються тривалі спостереження за планетами з фіксуванням їх положення. Серед них два тексти за період з 537 до 490 року до н. е. і три тексти з 469 до 400 року до н. е. Довгі ряди таких спостережень і ставали основою для обчислення точних періодів і для побудови теорії руху планет.

### Єгипет

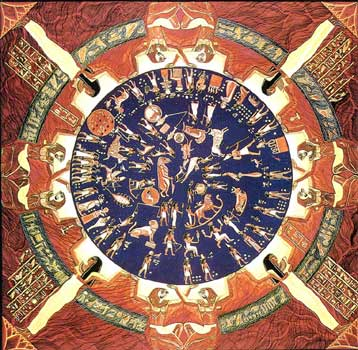
Дендерський зодіак

Імовірно, єгиптяни мали деякі знання астрономії ще у додинастичний період, зокрема для створення певної календарної системи. Але поки нічого конкретного про це невідомо. Найраніші докази, що підтверджують певні астрономічні спостереження єгиптян, були знайдені в «Текстах пірамід», які датують XXV—XXIV століттям до н. е. Ця пам'ятка свідчить, що в епоху Давнього Царства окремі сузір'я були об'єктом релігійного вшанування. У ній же згадано про одну з планет Сонячної системи — Венеру.
Єгиптяни поділяли зоряне небо на північну й південну частини. Межею поділу вважали екліптику, а не небесний екватор. «Північні боги неба» — була узагальненою назвою сузір'їв північної частини неба, окрім тих, що не заходили за горизонт, які мали назву «незруйновні». Зорі південної частини неба відігравали роль покажчиків часу вночі — деканів. Зображення зір та сузір'їв часто розміщувались на стелях гробниць, і збереглися до нашого часу. Вони передусім слугували прикрасою, зокрема Отто Нейгебауер зауважив:
|                   | Розташування астрономічних прикрас на стелі визначалися художніми принципами. Тому спроби знайти на небі групи зір, положення яких збігалося б із розміщенням намальованих сузір'їв, є безнадійними. |
| — Отто Нейгебауер | |

Планетам та їхньому вивченню в Стародавньому Єгипті майже не приділяли уваги, про що свідчать наявні тексти. Птолемей в Альмагесті також не наводить жодного прикладу спостереження єгиптянами планет хоча б у VI—V столітті до н. е. На давньоєгипетських пам'ятках назви планет майже завжди супроводжуються символічним зображенням божеств, з якими їх зіставляли. Марс, Юпітер і Сатурн вважалися втіленням бога Хора. Повні назви планет мали такий вигляд: Марса — «Хор горизонту», «Червоний Хор»; Юпітера — «Його ім'я Хор, який обмежує Обидві Землі», «Його ім'я Хор, який освітлює Обидві Землі», «Його ім'я Хор, який відкриває таїнства»; Сатурна — «Його ім'я Хор — бик небес». Венеру спочатку зображали чаплею; її назва перекладалась як «Перетинач», або «Зоря, яка перетинає». Згодом у назві було відображено її роль як ранкової зорі, і її зображали божеством із двома обличчями чи головами. Меркурій ототожнювався із Сетом.
У своїх текстах єгиптяни поділяли планети на дві групи. Тому існує припущення, що вони знали про різницю в русі верхніх та нижніх планет, а також мали уявлення, що Меркурій та Венера обертаються навколо Сонця і вже разом із ним — навколо Землі. Також існують припущення, що назва «Перетинач» є відбиттям знань єгиптян про проходження Венери через диск Сонця. Зображенням цієї події мав би бути загальноприйнятий у сучасній астрономії символ Сонця — кільце з крапкою в центрі, який зустрічається в єгипетських текстах, але досі не має пояснення в єгиптології.

### Індія
В індійців помітних успіхів в астрономії — на відміну від математики — не було; пізніше вони охоче перекладали і коментували грецькі твори. Найбільш ранні відомості про знання індійців у галузі природничих наук належать до епохи Індської цивілізації, що датована III тисячоліттям до н. е. У ведичну епоху в Індії Всесвіт вважали розділеним на три різні частини: небо, небесне склепіння і Землю, про що свідчить ведична література тих часів. Вчені Індії, на відміну від вавилонських і давньокитайських, практично не цікавилися вивченням зір і не складали зоряних каталогів.
У V столітті н. е. астроном і математик Аріабхата висловив припущення, що планети обертаються навколо своєї осі. Він також правильно пояснив причини сонячних і місячних затемнень і передбачив декілька майбутніх затемнень. Його погляди викликали обурення правовірних індуїстів, до яких приєднався навіть Брамагупта:
 Послідовники Аріабхати говорять, що Земля рухається, а небо спочиває. Але на їхнє спростування було сказано, що якби це було так, то каміння та дерева впали б з Землі… Серед людей є такі, які думають, що затемнення викликаються не Головою [дракона Раху]. Це абсурдна думка, бо це вона викликає затемнення, і більшість жителів світу говорять, що саме вона викликає їх. У Ведах, які є Слово Боже, з вуст Брахми йдеться, що Голова викликає затемнення. Навпаки, Аріабхата, ідучи наперекір усім, з ворожнечі до згаданих священним словами стверджує, що затемнення викликається не Головою, а тільки Місяцем і тінню Землі… Ці автори повинні підкоритися більшості, бо все, що є у Ведах — священне. 
Хоча після мусульманського завоювання (XI століття) наука в Індії занепала, деякі великі наукові досягнення у XII столітті належать Бгаскара II.

### Імперія інків
Інкська астрономія безпосередньо пов'язана з космологією і міфологією, оскільки кожна уака (священне місце на землі) відбивала якесь небесне тіло чи явище. Це знайшло відбиття в багатьох легендах, де при створенні світу небесні об'єкти зійшли під землю, а
потім знову вийшли зі скель, печер, джерел, тобто з кожної уакі. З них же вийшли й самі народи, за уявленнями інків.
Першорядним небесним об'єктом вважався Чумацький Шлях («Майю» — Річка), на якому чи поблизу якого розташовані всі дрібніші значущі об'єкти. Положення у періоди, коли в результаті обертання землі вісь Чумацького Шляху максимально відхиляється в ту і в іншу сторону від лінії Північ-Південь, відзначають кордону, членовані світ на чотири сектори. На землі
приблизно під тим же кутом перетинаються дві центральні вулиці селища (і продовжують їх дороги) і зрошувальні канали.
Інки знали відмінність між зорями (кеч. Quyllur) і планетами (кеч. Hatun quyllur). Точно відомо, що вони спостерігали Венеру (Ч'аска), Юпітер (Пирву) і Сатурн (Хауча), про спостереження ними Меркурія і Марса достовірних відомостей немає. Інкські назви планет дають підстави вважати, що астрономам інків були відомі Галілеєві супутники Юпітера і обумовлена атмосферою нечіткість країв диска Венери.
Вимірювання велися по розміщених на пагорбах біля Куско стовпів або каменях: два на Схід від міста, і два — на Захід. Через них виходило і сідало сонце, коли воно досягало Тропіка Рака і Козерога. Два камені, за якими визначався початок зими, називалися Пукуй-Суканка; два інших, що позначали початок літа, називалися Чира (?)-Суканка.
У Хосе де Акости згадується про 12 стовпів. Він їх
називає Succanga. Антоніо де ла Каланча наводить відомості про 8
стовпів зі східного боку і 8 стовпах із західного.
Схоже, що вже в середині XVI століття а, після завоювання іспанцями, ці стовпи в Куско були закинуті і спостереження за ними припинилося або слабшав.

### Центральна Америка
Цивілізація мая (II—X століття н. е.) Надавала астрономічних знань дуже велике значення, що доводять численні археологічні розкопки на місцях міст цієї цивілізації. Давні астрономи мая вміли передбачати затемнення, і дуже ретельно спостерігали за різними, найдобріше видимими астрономічними об'єктами, як-от Стожари, Меркурій, Венера, Марс і Юпітер Залишки міст і храмів-обсерваторій виглядають вражаюче. На жаль, збереглися тільки 4 рукописи різного віку і тексти на стелах. Мая з великою точністю визначили синодичні періоди всіх 5 планет Особливо шанували Венера, придумали дуже точний календар. Місяць мая містив 20 днів, а тиждень — 13. Початок календарної ери віднесено до 5 041 738 року до н. е., хоча хронологія свого народу велася з 3113 року до н. е.

### Стародавня Греція

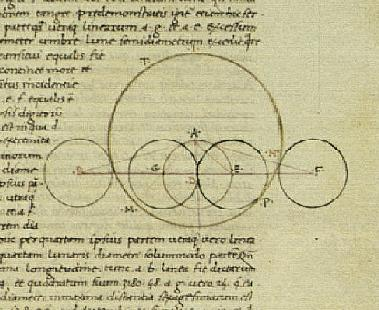
Латинський переклад Альмагесту (бл. 1451 року).

У поемах Гесіода і Гомера містяться перші письмові докази астрономічних знань населення Стародавньої Греції. У поемі «Одіссея» згадується вміння греків орієнтуватися за зорями, а Гесіод у своїй поемі «Роботи і дні» пише: у час першого ранкового сходу Плеяд (10 травня за сучасним календарем) слід збирати врожай, а коли ця група зір на світанку заходить (початок листопада), тоді час орати; якщо ввечері з моря підіймається зоря Арктур (кінець лютого), потрібно підрізувати виноградні лози і т. д. Ранні згадки про використання астрономії для визначення часу зустрічаються набагато частіше від інформації про вміння греками орієнтуватися у просторі. Вночі час дізнавалися по сузір'ях, що підіймалися на сході. Знаки зодіаку були безперечно перейняті у Вавилону, що підтверджують їх назви. Удень час дізнавалися за допомогою сонячного годинника. Також ними був розроблений свій власний місячно-сонячний календар, який у 540 році до н. е. описав астроном Клеострат. Очевидно, це була октаетерида, яка була дуже зручною для греків при всіх її недоліках.
Зодіак був не єдиним, що запозичили Греки від інших цивілізацій, завдяки торговельним і культурним зв'язкам із народами Сходу. Ними також були запозичені результати довгих спостережень Сонця, Місяця — зокрема, дані про періоди повторюваності фаз Місяця, — планет, зір тощо. Однак пошук першооснов буття навколишнього світу вони робили самі, і досягли в цьому великих успіхів. Загальновизнаним є факт, що саме в грецьких колоніях Малої Азії і на півдні Італії в VI ст. до н. е. розпочався бурхливий розвиток науки. Саме тут починаються спроби науково пояснити явища навколишнього світу та їх природу.
У IV столітті до н. е. у Кротоне, на півдні Італії, філософ Піфагор (бл. 580—500 до н. е.) заснував власну школу. Йому завжди приписували велику кількість відкриттів, але не всі з них були зроблені саме ним, деякі були розвинуті пізніше учнями його школи. Заведено вважати, що саме він назвав Землю круглою, а простір Всесвітом, у якому вона висить без будь-якої підтримки. Але Зенон Елейський автором цієї теорії назвав Гесіода (пр. кінець VIII — початок VII ст. до н. е.), а Теофраст — Парменіда (бл. 540—480 до н. е.). Інший основоположник філософії — Платон (бл. 427—374 до н. е.), який заснував власну академію поблизу Афін, не сумнівався у божественній природі навколишнього світу і, як наслідок, у його досконалості. Саме у нього зустрічаються імена богів, як назви планет, а також він ввів поняття про п'ятий елемент — ефір, що заповнює собою весь Всесвіт.

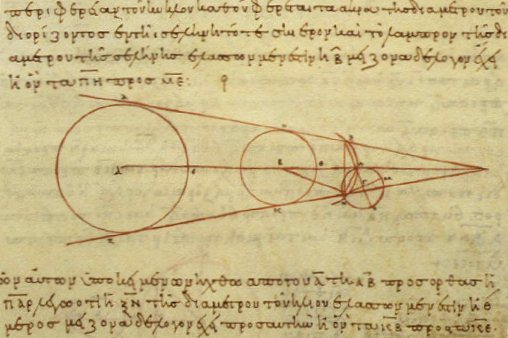
Копія X століття з роботи Аристарха, у якій він розрахував відносні розміри Сонця, Землі і Місяця.

Окремо слід відзначити вплив Іонійської школи — батьківщини давньогрецької філософії. Її засновник, філософ і астроном Фалес Мілетський (бл. 624—548 до н. е.) став першим, хто виказав гіпотезу, що світ можливо пізнати, а складні для розуміння явища навколо можуть бути зведені до простих законів і пояснені не вдаючись до міфічних та теологічних тлумачень. Також його заведено вважати першою людиною, що спромоглася передбачити появу сонячного затемнення у 585 році до н. е. Філософ-матеріаліст Демокріт (бл. 460—370 до н. е.), який жив у іонійській колонії на півночі Греції, стверджував: предмети не можна ламати та розрізати необмежену кількість раз, і є фундаментальна частинка, яку буде неможливо розділити або зламати. Він назвав таку частку неподільною, що грецькою мовою звучить як атом. Революційну теорію, що людина лише звичайний мешканець всесвіту, вперше виказав Аристарх Самоський (бл. 310—230 до н. е.). До нашого часу збереглося лише одне з його обчислень — складний геометричний аналіз розміру тіні Землі, який він склав при спостереженні за місячним затемненням. Зі своїх обчислень він зробив висновок, що розмір Сонця набагато більший від Землі. Ці результати сприяли його новим революційним твердженням про геліоцентричну систему світу, тобто, що саме Земля разом з іншими планетами обертаються навколо Сонця. На жаль, такі ідеї мали вплив лише впродовж кількох століть, ймовірним поясненням цього було протистояння таких теорій релігійним віруванням того часу.
На початку II століття була написана одна з небагатьох найважливіших книг за всю історію науки. Про її автора залишилось дуже мало інформації. Відомо що він народився в Єгипті, а жив і працював переважно в Александрії. Його ім'я Клавдій Птолемей (бл. 87—165 років), а свій твір він назвав «Математичний трактат (з астрономії) у 13 книгах», який у наш час відомий під назвою «Альмагест». У ньому, окрім власних досліджень, він зібрав основні астрономічні праці своїх попередників.
Давньогрецькі науковці зробили величезний внесок у розвиток астрономії. Але потрібно зауважити, що велика кількість їх відкриттів була геніальною фантазією чи проявом інтуїції, і не мала під собою аргументованої бази та достатньої кількості доказів. Саме тому підтримку знаходили найпростіші теорії. Це було природним розвитком науки. А більш комплексним ідеям довелося чекати свого часу, щоб бути доведеними, або відкритими удруге.

## Середньовіччя

### Країни ісламу

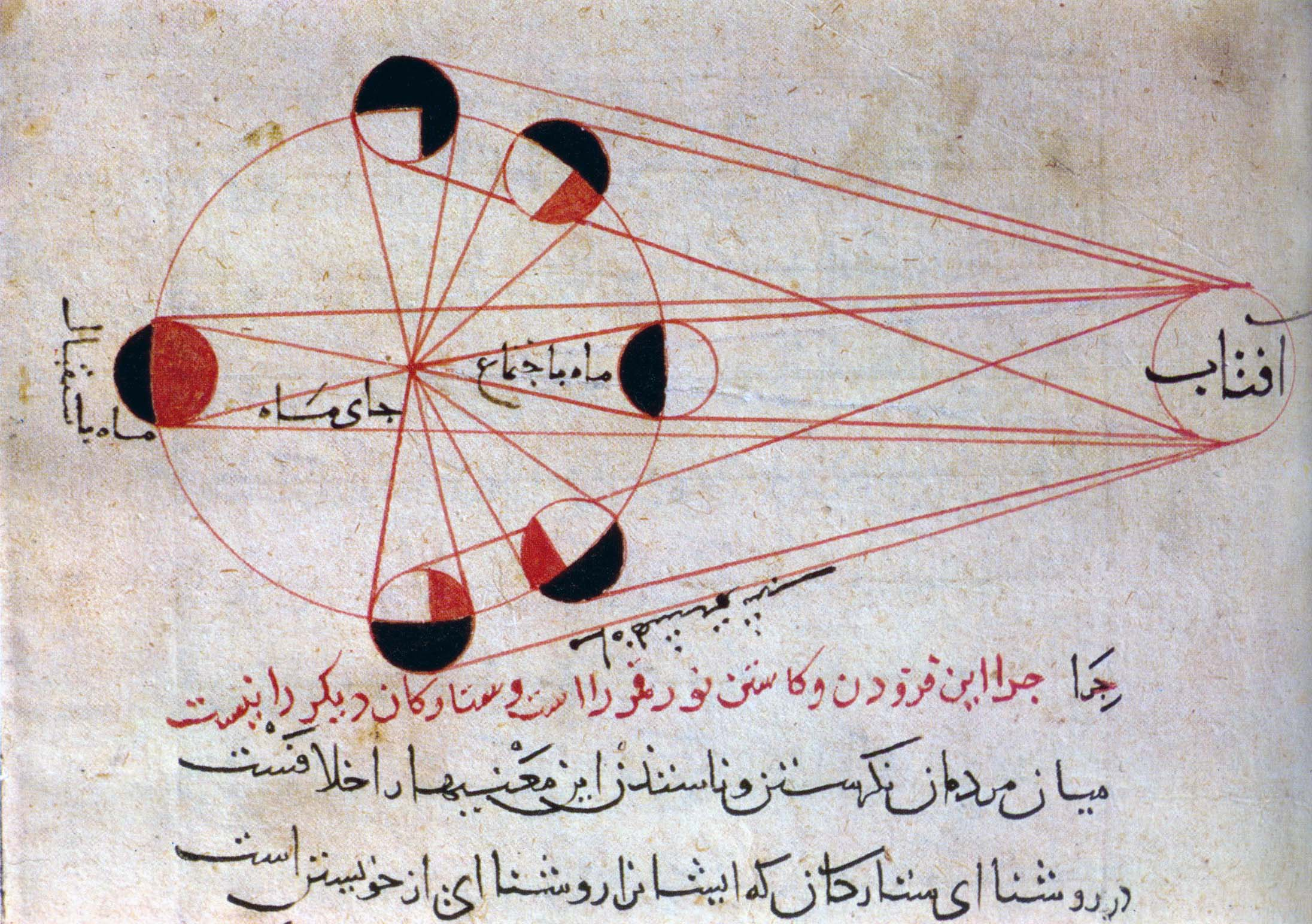
Ілюстрація праці аль-Біруні з роз'ясненням фаз Місяця

З середини VII століття об'єднані однією релігію, араби розпочали серію завоювань навколишніх земель, внаслідок яких була утворена величезна за площею держава — Халіфат. Рівень культури країн об'єднаних Ісламом дуже швидко зростав, а столиця арабської держави Багдад перетворилася на центр наукової діяльності; зокрема, вже у 829 році тут була збудована перша астрономічна обсерваторія. Багато важливих праць з індійської та грецької астрономії перекладались на арабську мову. Так, за наказом одного з перших багдадських халіфів аль-Мансура, наприкінці VIII століття були перекладені індійські сіддханти Брахмагупти і Аріабхати, а у IX столітті арабський учений Сабіт ібн Курра зробив повний переклад «Альмагеста» з грецького оригіналу.
На початок IX століття вчені Багдаду і Дамаску досягли великих успіхів. Так, у 827 році ними було виміряно дугу меридіана, а також встановлено його протяжність у 47 000 км, завдяки спостереженням зенітних відстаней зір за методом Ератосфена. Тоді ж за вимірюванням довготи Регула після порівняння результатів із даними Гіппарха, було отримано нове значення сталої прецесії: 1° за 66 років. Роботи аль-Баттані свого часу стали дуже популярними в Західній Європі. У своїх працях він із високою точністю визначив тривалість тропічного року, величину ексцентриситету сонячної орбіти, відкрив зміщення сонячного апогею відносно зір тощо.
На підставі досліджень та спостережень, що проводились у обсерваторіях розташованих на всій території Халіфату, були складені оригінальні праці ісламських астрономів — «Зіджі». До нашого часу збереглося усього близько 100 таких робіт. Вони являють собою астрономічні таблиці, користуючись якими можна розрахувати положення планет на зоряному небі. Складовою частиною кожного зіджа є зведення правил, використаних при складенні таблиць, і правила користування ними. Шедевром середньовічної спостережницької астрономії вважається «Книга нерухомих зір» перського астронома ас-Суфі, у якій він на матеріалах власних спостережень перевірив та уточнив каталог зір Птоломея, виправив помилки допущені його арабськими колегами тощо. Також у книзі міститься перша письмова згадка про спостереження іншої галактики, якою стала Велика Магелланова Хмара.

### Європа
В епоху Середньовіччя європейські астрономи займалися переважно спостереженнями видимих рухів планет, погоджуючи їх із прийнятою геоцентричною системою Птолемея.
Цікаві космологічні ідеї можна знайти в творах Оригена з Александрії, видного апологета раннього християнства, учня Філона Александрійського. Оріген закликав сприймати Книгу Буття не буквально, а як символічний текст. Всесвіт, за Орігеном, містить безліч світів, у тому числі населених. Більш того, він припускав існування безлічі Всесвітів зі своїми зоряними сферами. Кожен Всесвіт скінчений у часі й просторі, але сам процес їх утворення і зникнення нескінченний:
 Що стосується мене, то скажу, що Бог став до своєї діяльності не тоді, коли був створений наш видимий світ, і подібно до того, як після закінчення існування останнього виникає інший світ, точно так же до початку нашого світу існував інший світ… Отже, слід вважати, що не тільки існують одночасно багато світів, але й до початку нашого світу існували багато світів, а після закінчення його існуватимуть інші світи.
У XI—XII століттях основні наукові праці греків і їх арабомовних учнів було перекладено на латину. Основоположник схоластики Альберт Великий і його учень Тома Аквінський в XIII століття препарували вчення Аристотеля, зробивши його прийнятним для католицької традиції. Із цього часу система світу Аристотеля — Птолемея фактично зливається з католицькою догматикою. Експериментальний пошук істини підмінявся звичнішою для теології методикою — пошуком відповідних цитат у канонізованих творах та їх розлогим коментуванням.
Відродження наукової астрономії в Європі почалося на Піренейському півострові, на стику арабського й християнського світу. Спочатку визначальну роль грали зіджі — трактати, що потрапляли з арабського Сходу. У другій половині XI століття арабські астрономи, які зібралися в Кордовському халіфаті під керівництвом аз-Заркалі (Арзахеля) склали Толедські таблиці. Допоміжні таблиці для розрахунку затемнень у Толедських таблицях майже повністю запозичені із зіджів аль-Хорезмі й аль-Баттані, що розвивали теорію Птолемея й уточнювали її застарілі (на той час) параметри на основі нових точніших вимірювань. У XII столітті завдяки Герарду Кремонському таблиці потрапили в латинський світ і були адаптовані під християнський календар (Тулузькі таблиці). У 1252—1270 роках у вже християнському Толедо під патронажем короля Леону й Кастилії Альфонсо X Мудрого єврейські астрономи Ісаак Бен Сід і Ієгуда бен Мойсей Коен склали точніші Альфонсові таблиці. Незадовго до 1321 року робота над вдосконаленням цих таблиць продовжилася в Парижі. Результат цієї багатовікової роботи поколінь астрономів різних країн і народів було надруковано 1485 року як перше видання Альфонсових таблиць.

## Становлення теоретичної астрономії: епоха Відродження і ранній Новий Час

### Раннє Відродження
У XV століття німецький філософ, кардинал Микола Кузанський, помітно випередивши свій час, висловив думку, що Всесвіт нескінченний, і в нього взагалі немає центру — ні Земля, ні Сонце, ні будь-що інше не займають особливого становища. Усі небесні тіла складаються з тієї ж матерії, що й Земля, і, цілком можливо, населені. За століття до Галілея він стверджував: усі світила, включаючи Землю, рухаються в просторі, і кожен спостерігач, що перебуває на будь-якому з них, має право вважати його нерухомим.
У XV століття велику роль у розвитку спостережної астрономії відіграли праці Георга фон Пурбаха, а також його учня і друга Йоганна Мюллера (Реґіомонтана). До речі, вони стали першими в Європі вченими, що не мали духовного сану. Після серії спостережень вони переконалися, що всі наявні астрономічні таблиці, включаючи Альфонсові, застаріли: положення Марса там давалося з помилкою 2°, а місячне затемнення запізнилося на цілу годину. Для підвищення точності розрахунків Регіомонтан склав нову таблицю синусів (із кроком 1') і таблицю тангенсів. Винайдене незадовго до того книгодрукування сприяло тому, що виправлений підручник Пурбаха і «Ефемериди» Регіомонтана протягом десятиліть були основними астрономічними посібниками для європейців. Таблиці Регіомонтана були набагато точнішими колишніх і справно служили аж до Коперника. Їх використовували Христофор Колумб і Америго Веспуччі. Деякий час пізніше таблиці використовувалися навіть для розрахунків за геліоцентричною моделлю.
Регіомонтан також запропонував метод визначення довготи з різниці табличного і місцевого часу, відповідного заданому положенню Місяця. Він констатував розбіжність юліанського календаря з сонячним роком майже на 10 днів, що змусило церкву замислитися про календарну реформу. Така реформа обговорювалася на Латеранському соборі (Рим, 1512—1517) і була реалізована 1582 року.

### Коперниканська революція
До XVI століття стало зрозуміло, що система Птолемея невдала і призводить до неприпустимо великих розрахункових помилок. Миколай Коперник став першим, хто запропонував детально опрацьовану альтернативу, причому засновану на зовсім іншій моделі світу.
Головна праця Коперника — «De Revolutionibus Orbium Caelestium» («Про обертання небесних сфер») — була завершена 1530 року, але тільки перед смертю Коперник зважився опублікувати її. Утім, у 1503—1512 роках Коперник поширював серед друзів рукописний конспект своєї теорії («Малий коментар про гіпотези, що стосується небесних рухів»), а його учень Ретик опублікував ясний виклад геліоцентричної системи 1539 року. Здається, чутки про нову теорію широко розійшлися вже в 1520 році.
За структурою головна праця Коперника майже повторює «Альмагест» у дещо скороченому вигляді (6 книг замість 13). У першій книзі також наведено аксіоми, але замість положення про нерухомість Землі вміщена інша аксіома — Земля та інші планети обертаються навколо осі й навколо Сонця. Ця концепція докладно аргументується, а «думка древніх» більш-менш переконливо спростовується. Коперник згадує як своїх союзників тільки античних філософів Філолая і Нікетаса.
З геліоцентричних позицій Коперник без труднощів пояснює зворотні рухи планет. Далі наводить той же матеріал, що й у Птолемея, лише трохи уточнений: сферична тригонометрія, зоряний каталог, теорія руху Сонця й Місяця, оцінка їх розмірів і відстані до них, теорія прецесії й затемнень.
У книзі III, присвяченій річному руху Землі, Коперник робить епохальне відкриття: пояснює випередження рівнодення зміною напрямку земної осі. У книгах V та VI, присвячених руху планет, завдяки геліоцентричному підходу стало можливо оцінити середні відстані планет від Сонця, і Коперник наводить ці дані, досить близькі до сучасних.
Система світу Коперника, з сучасного погляду, ще недостатньо радикальна. Усі орбіти кругові, рух по них — рівномірний, так що епіцикли довелося зберегти — щоправда, замість 80 їх стало 34. Механізм обертання планет збережений колишнім — обертання сфер, до яких прикріплені планети. Але тоді вісь Землі в ході річного обертання повинна повертатися, описуючи конус; щоб пояснити зміну пір року, Копернику довелося ввести третє (зворотне) обертання Землі навколо осі, перпендикулярної екліптиці, яке використовував також для пояснення прецесії. На межі світу Коперник розмістив сферу нерухомих зір.
Строго кажучи, модель Коперника навіть не була геліоцентричною, оскільки Сонце він розташував не в центрі планетних сфер.
Птолемеєве зміщення центру орбіти (еквант) Коперник, природно, виключив, і це стало кроком назад — спочатку точніші, ніж Птолемеєві, таблиці Коперника незабаром суттєво розійшлися зі спостереженнями, що немало спантеличило й охолодило її захоплених шанувальників. І все ж у цілому модель світу Коперника була колосальним кроком вперед.
Католицька церква спочатку поставилася до відродження «піфагорейства» благодушно, окремі її стовпи навіть протегували Копернику. Папа Климент VII, заклопотаний уточненням календаря, доручив кардиналу Вігманштадту прочитати вищому кліру лекцію про нову теорію, яка була з увагою вислухана. З'явилися, проте, серед католиків і затяті противники геліоцентризму. Проте вже з 1560-х років у декількох університетах Швейцарії та Італії почалися лекції за системою Коперника. Математична основа моделі Коперника була простішою, ніж Птолемеєвої, і цим одразу скористалися з практичною метою: були випущені уточнені астрономічні («Прусські») таблиці (1551, Е. Рейнгольд).
5 жовтня 1582 року було проведено давно заплановану календарну реформу. Новий календар було названо григоріанським на честь папи Григорія XIII, хоча автором проєкту був італійський астроном і лікар (Луїджі Лілліо) Алоізій Ліліус

### Винахід телескопа. Галілей.
Великий італійський вчений Галілео Галілей систему Коперника прийняв з ентузіазмом, причому відразу відкинув фіктивний «третій рух», показавши на досвіді, що вісь рухомої дзиги зберігає свій напрям сама собою. Для доказу правоти Коперника він використовував телескоп. Шліфовані скляні лінзи були відомі ще вавилонянам; найдревніша зі знайдених при розкопках лінз належить до 2500 році до н. е. У 1608 році в Голландії була винайдена зорова труба; дізнавшись про це влітку 1609 року, Галілей самостійно побудував значно вдосконалений її варіант, створивши перший у світі телескоп-рефрактор. Збільшення телескопа спочатку було триразовим, пізніше Галілей довів його до 32-кратного.

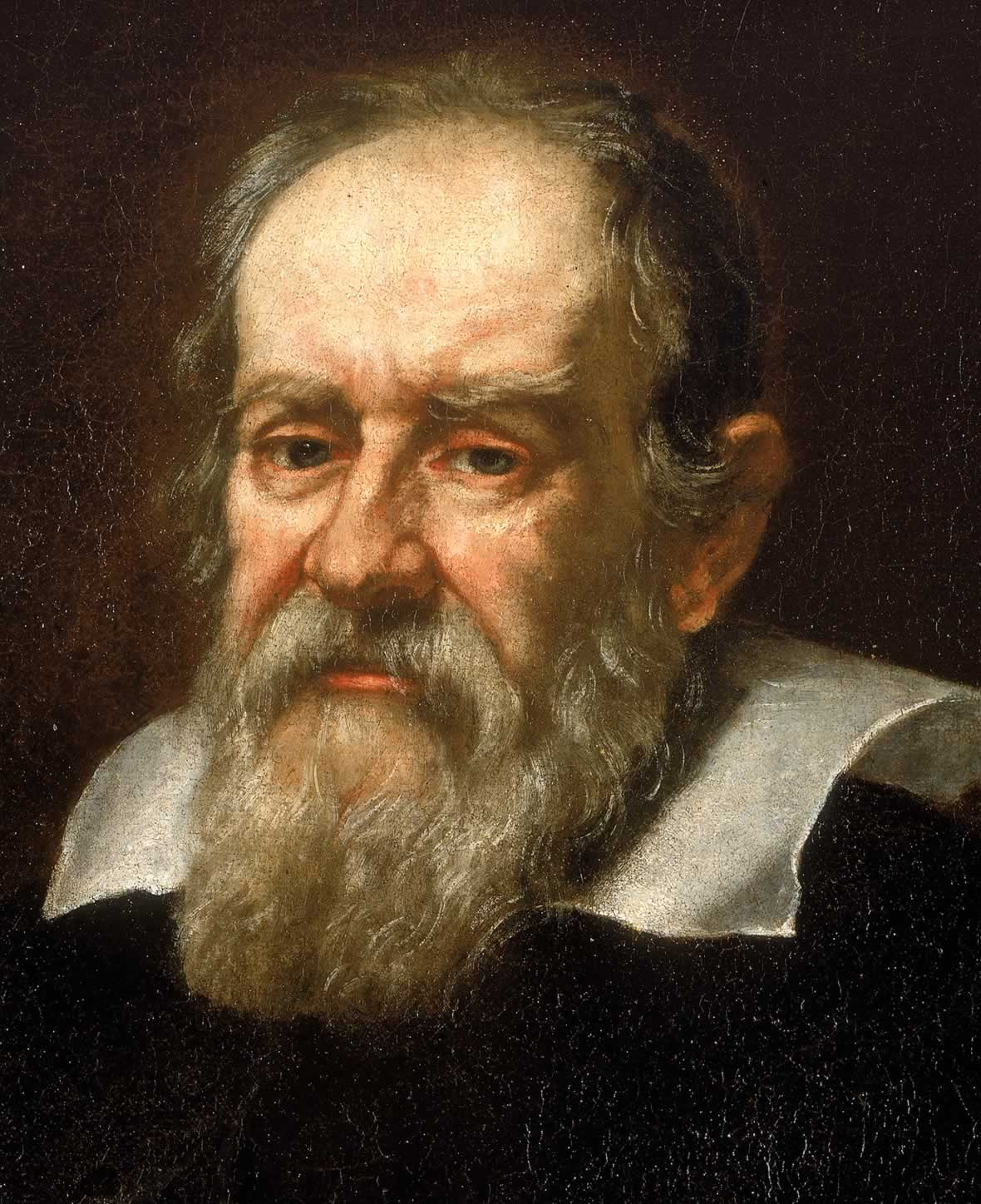
Портрет Галілео Галілея (1635) кисті Юстуса Сустерманса

Результати своїх досліджень Галілей виклав у серії статей «Зоряний вісник» (1610), викликавши серед вчених справжній шквал оптичних спостережень за небом. Виявилося, що Чумацький Шлях складається зі скупчень окремих зір, що на Місяці є гори (заввишки до 7 км, що близько до істини) і западини, на Сонці є плями, а у Юпітера — супутники (термін «супутник» ввів пізніше Кеплер). Особливо важливим було відкриття, що Венера має фази; у системі Птолемея Венера як «нижня» планета була завжди ближче до Землі, ніж Сонце, і «полновенеріе» було неможливо.
Галілей відмітив, що діаметр зір, на відміну від планет, у телескопі не збільшується, а деякі туманності, навіть у збільшеному вигляді, не розпадаються на зорі; це явна ознака, що відстані до зір колосальні навіть у порівнянні з відстанями в Сонячній системі.
Галілей виявив у Сатурна виступи, які прийняв за два супутники. Потім виступи зникли (кільце обернулося), Галілей вважав своє спостереження ілюзією і не повертався більше до цієї теми; кільце Сатурна відкрив у 1656 році Християн Гюйгенс.
Еліпс і Кеплера Галілей не прийняв, продовжуючи вірити в кругові орбіти планет. Причиною цього, можливо, стало надмірне захоплення Кеплера містичною нумерологією і «світовою гармонією». Галілей визнавав тільки позитивне знання і не поважав піфагорейство. Особисто Кеплера він високо цінував і вів із ним жваве листування, однак ніде у своїх роботах про нього не згадував.
Зображення в телескопі Галілея було не дуже чітким, переважно через хроматичної аберації. З цієї та з інших причин повідомлення про відкриття Галілея викликало у багатьох недовіру і навіть глузування. Галілея також, що було куди неприємніше, звинуватили в єресі. Він неодноразово був змушений їздити до Риму, особисто і письмово пояснюватися з вищим духовенством та інквізицією.
5 березня 1616 року римська конгрегація офіційно забороняє геліоцентризм, як небезпечну єресь:
 Стверджувати, що Сонце стоїть нерухомо в центрі світу — думка безглузда, помилкова з філософської точки зору і формально єретична, оскільки вона прямо суперечить Св. Писанню. Стверджувати, що Земля не перебуває в центрі світу, що вона не залишається нерухомою і володіє навіть добовим обертанням, є думка настільки ж безглузда, помилкова з філософської і гріховна з релігійної точки зору.

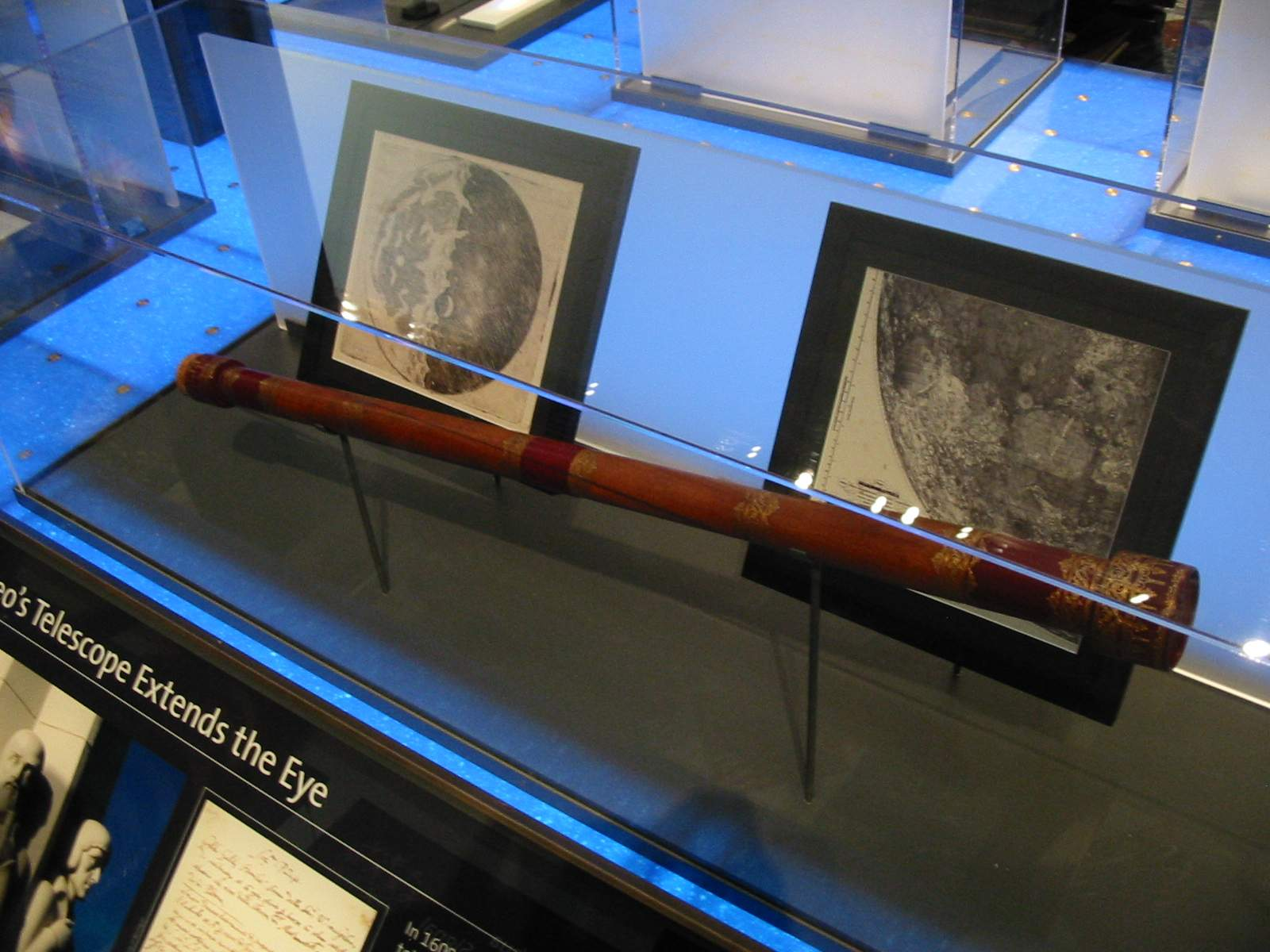
Точна копія першого телескопа Галілея

Книга Коперника була включена в Індекс заборонених книг «до її виправлення».
Спочатку величезний науковий авторитет і заступництво знатних осіб, включаючи кардинала Барберіні (пізніше став папою Урбаном VII) рятували Галілея від репресій. Але вихід у світ «Діалогу про двох найголовніших системах світу» (січень — лютий 1632 року), хоча і дозволений папською цензурою, викликав лють інквізиції і самого папи Урбана, який запідозрив, що саме його вивели в книзі під ім'ям простака Сімплічіо. Попри демонстративно нейтральну позицію автора, доводи коперниканцем Сальвіаті в книзі явно переконливіші, ніж його противників. Мало того, у «Діалозі» містилися припущення про нескінченність Всесвіту і множинність населених світів.
Уже в серпні того ж 1632 року «Діалог» внесли до горезвісного «Індексу», недбайливого цензора звільнили, книгу вилучили з продажу, а в жовтні 69-річного Галілея викликали в Римську інквізицію. Спроби тосканського герцога добитися відстрочення процесу зважаючи на погане здоров'я вченого і чумного карантину в Римі успіху не мали, і в лютому 1633 року Галілей змушений був з'явитися до Рима.
Процес Галілея тривав до червня 1633 року. За вироком, Галілей був визнаний винним у тому, що він підтримував і поширював помилкове, єретичне й гидке Св. Писанню вчення. Вченого змусили публічно покаятися і зректися «єресі». Потім його направили у в'язницю, але кілька днів по тому папа Урбан дозволив відпустити Галілея під нагляд інквізиції. У грудні він повернувся на батьківщину, у село біля Флоренції, де і провів залишок життя в режимі домашнього арешту.

### Закони Кеплера

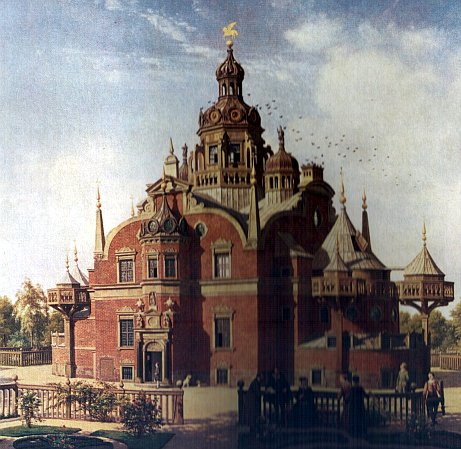
«Ураніборг»

До середини XVI століття астрономічні спостереження в Європі були не надто регулярними. Першим проводити систематичні спостереження почав данський астроном Тихо Браге, використовуючи спеціально для цього обладнану обсерваторію «Ураніборг» у Данії (острів Вен). Він спорудив великі, унікальні для Європи інструменти, завдяки яким визначав становище світил із небувалою раніше точністю. До того часу не тільки «Альфонсівські», а й новіші «Прусські таблиці» давали велику помилку. Для підвищення точності Браге застосовував як технічні удосконалення, так і спеціальну методику нейтралізації похибок спостереження.
Браге першим виміряв паралакс комети 1577 року і показав, що це не атмосферний, як вважали раніше (навіть Галілей), а космічне тіло. Тим самим він зруйнував уявлення, поділюване навіть Коперником, про існування планетних сфер — комети явно рухалися у вільному просторі. Довжину року він виміряв з точністю до 1 секунди. У русі Місяця він відкрив два нових нерівності — варіацію і річне рівняння, а також коливання нахилу місячної орбіти до екліптики. Браге склав уточнений каталог для 1000 зір, з точністю 1'. Але головна заслуга Тихо Браге — безперервна (щоденна), протягом 15—20 років, реєстрація положення Сонця, Місяця і планет. Для Марса, чий рух саме нерівномірний, накопичилися спостереження за 16 років, або 8 повних оборотів Марса.
Браге був знайомий з системою Коперника ще по «Малому коментарю», однак одразу вказав на її недоліки — у зір немає паралакса, у Венери не спостерігається зміна фаз (оскільки телескопа в той час ще не було, існувала саме ця точка зору) та ін. Водночас він оцінив обчислювальні зручності нової системи і в 1588 році і запропонував компромісний варіант, близький до «єгипетської моделі» Геракліда: Земля обертається в просторі, обертається навколо осі, Місяць і Сонце обертаються навколо неї, а інші планети — навколо Сонця. Частина астрономів підтримала такий варіант.
Перевірити правильність своєї моделі Браге не зумів через недостатнє знання математики, і тому, переїхавши до Праги на запрошення імператора Рудольфа, запросив туди (у 1600 році) молодого німецького вченого Йоганна Кеплера. На наступний рік Тихо Браге помер, і Кеплер зайняв його місце.
Кеплера більше приваблювала система Коперника — як менш штучна, більш естетична і відповідна тій божественної «світової гармонії», яку він вбачав у Всесвіті. Використовуючи спостереження марсіанської орбіти, виконані Тихо Браге, Кеплер намагався підібрати форму орбіти і закон зміни швидкості Марса, найкращим чином узгоджуються з досвідченими даними. Він бракував одну модель за іншою, поки, нарешті, ця наполеглива робота не увінчалася першим успіхом — були сформульовані два закони Кеплера:

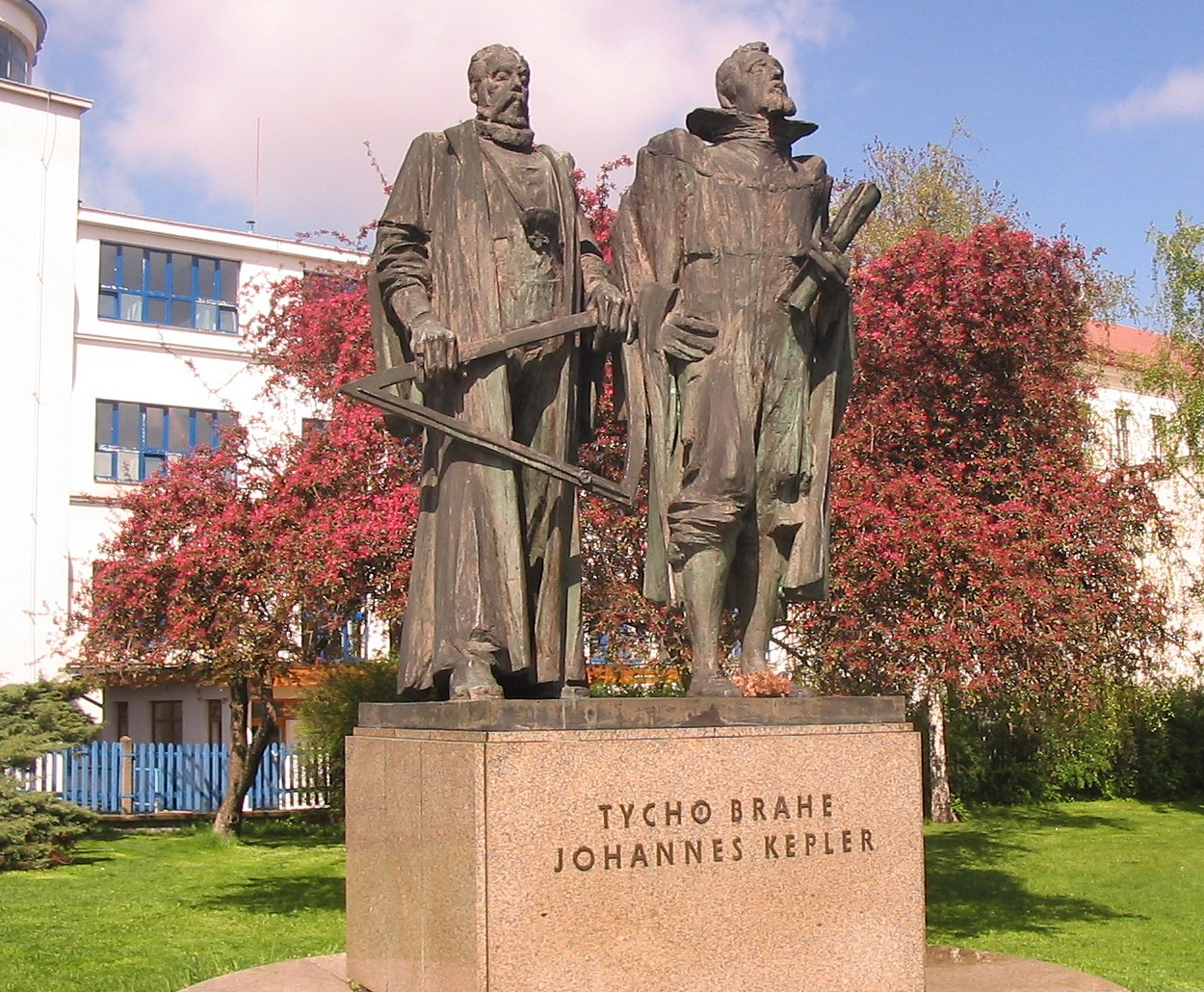
Пам'ятник Тихо Браге і Йогану Кеплеру в Празі

- Кожна планета описує еліпс, в одному з фокусів якого перебуває Сонце[62][63].
- За рівні проміжки часу пряма, що сполучає планету з Сонцем, описує рівні площі[63].

Другий закон пояснює нерівномірність руху планети: чим ближче вона до Сонця, тим швидше рухається.
Основні ідеї Кеплера він виклав у праці «Нова астрономія, або фізика неба» (1609), причому, обережності ради, відносив їх тільки до Марса. Пізніше у книзі «Гармонія світу» (1619) він поширив їх на всі планети і повідомив, що відкрив третій закон:
- Квадрати часів обертання планет по орбіті відносяться як куби їх середніх відстаней від Сонця[63].

Цей закон фактично встановлює швидкість руху планет (другий закон регулює тільки зміна цієї швидкості) і дозволяє їх обчислити, якщо відома швидкість однієї з планет (наприклад, Землі) та відстані планет до Сонця.
Кеплер видав свої астрономічні таблиці, присвячені імператору Рудольфу («Рудольфінські»).
Через рік після смерті Кеплера, 7 листопада 1631 року, П'єр Ґассенді спостерігав передбачене ним проходження Меркурія по диску Сонця.
Вже сучасники Кеплера переконалися в точності відкритих ним законів, хоча їхній глибинний смисл до Ньютона залишався незрозумілим. Ніяких серйозних спроб реанімувати Птолемея або запропонувати іншу систему руху більше не було.

## Інші відкриття XVII століття

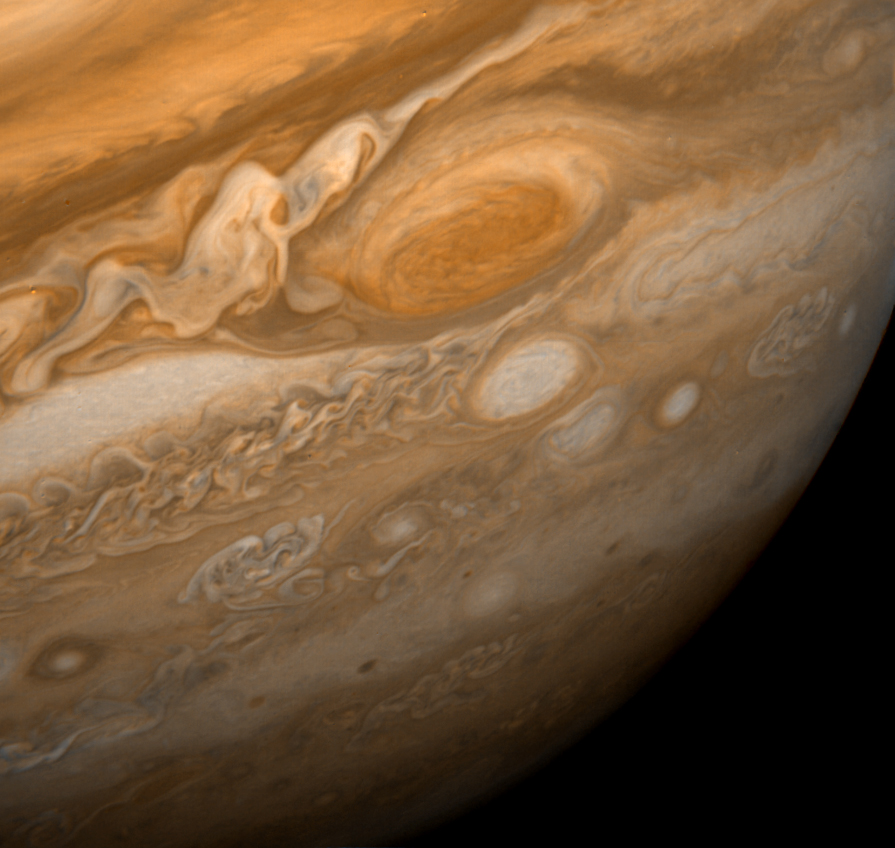
Велика Червона Пляма (знімок «Вояджера-1»)

- 1610 — відкрито туманність Оріона[66].
- 1612 — відкриття Туманності Андромеди[67].
- 1647 — Ян Гевелій склав детальну карту Місяця[68].
- 1655 — 25 березня Християн Гюйгенс відкрив супутник Сатурна Титан[69], а наступного року — кільця Сатурна[69].

- 1657 — перший виклад системи Коперника російською мовою — Єпіфаній Славинецький, «Зерцало всієї вселенної»[70]; ця книга являла собою переклад «Введення в космографію» І. Блеу.
- 1665 — відкриття на Юпітері Червоного плями (Кассіні, Гук)[71]. Обмірювано період обертання Юпітера (а в 1666 році — і Марса)[70] навколо своєї осі (Кассіні).
- 1666 — разом із Паризькою академією наук засновано Паризьку обсерваторію[72]. Кассіні став першим директором цієї обсерваторії. З його досягнень на новій посаді (спільно з Ж. Ріше) — перше досить точне визначення (1671—1673) паралаксу Сонця (9,5") й астрономічної одиниці (140 млн км), відкриття «щілини Кассіні» в кільці Сатурна (1675)[73].
- 1675 — оцінка швидкості світла (Ремер), уточнення уявлень про відстані до планет[74]. Заснована Гринвіцька обсерваторія, яку зробив Джон Флемстид[75].
- 1676 — Едмонд Галлей відкрив «велику нерівність» Сатурна й Юпітера, а 1693 року — вікове прискорення Місяця[76]. Пояснення цим явищам через 100 років дав Лаплас.

В історії науки Галлей відомий перш за все своїми дослідженнями комет. Він обробив дані багаторічних спостережень і обчислив орбіти понад 20 комет та відзначив, що кілька їх появ, зокрема 1682 року, стосуються однієї і тієї ж комети. Він передбачив нову появу цієї комети 1758 року, і хоча самому Галлею не судилося переконатися в правильності свого передбачення, комету було названо його ім'ям.
- 1687 — Ісаак Ньютон сформулював закон тяжіння[78] і вивів із нього всі три Закони Кеплера. Іншим найважливішим наслідком теорії Ньютона стало пояснення, чому орбіти небесних тіл дещо відхиляються від кеплерівських еліпсів. Ці відхилення особливо помітні для Місяця. Причиною є вплив тяжіння інших планет, а для Місяця — також і Сонця. Врахування цього чинника дозволило Ньютону відкрити нові відхилення (нерівності) в русі Місяця — річний, паралактичний, зворотний рух вузлів тощо. Ньютон досить точно обчислив величину прецесії земної осі (50" на рік), виділивши в ній сонячну і місячну складові.

Ньютон відкрив причину хроматичної аберації, яку він помилково вважав непереборною; насправді, як пізніше з'ясувалося, застосування декількох лінз в об'єктиві може суттєво послабити цей ефект. Ньютон пішов іншим шляхом і винайшов дзеркальний телескоп-рефлектор; при невеликих розмірах він давав значне збільшення й чітке зображення.

## XVIII століття
- 1718 — Едмонд Галлей виявив власний рух зір (Сіріуса, Альдебарана та Арктура)[81]. Галлей також звернув увагу на «туманні зорі», обговорив їх можливу структуру й причини світіння[81]. Галлей склав їх каталог, пізніше доповнений Дерхемом; каталог включав близько двох десятків туманностей.
- 1727 — Джеймс Бредлі відкрив річну аберацію світла (20,25") і факт руху Землі отримав пряме дослідне підтвердження[82].

Почали з'являтися перші космогонічні гіпотези. Вільям Вістон припустив, що Земля спочатку була кометою, яка зіткнулася з іншою кометою, після чого Земля стала обертатися навколо осі, і на ній з'явилося життя; книга Вістона «Нова теорія Землі…» (англ. A New Theory of the Earth) отримала схвальні відгуки Ісаака Ньютона і Джона Лока. Великий Жорж Бюффон теж залучив комету, але в його моделі (1749) комета впала на Сонце і вибила звідти струмінь речовини, з якого й утворилися планети. Хоча обурена церква змусила Бюффона письмово зректися цієї гіпотези, його трактат викликав великий інтерес і навіть в 1778 році був перевиданий. Катастрофічні гіпотези з'являлися й пізніше (Фай, Чемберлін і Мультона, Джинс і Джеффріс).
Цікаві думки містилися в книзі Руджеро Бошковича «Теорія натуральної філософії, приведена до єдиного закону сил, існуючих у природі» (1758) — структурна нескінченність Всесвіту, динамічний атомізм, можливість стиснення або розширення Всесвіту без зміни фізичних процесів у ній, існування взаємопроникних, але взаємно неспостережуваних світів та ін.
- 1755 рік — філософ Іммануїл Кант публікує першу теорію природної космогонічної еволюції (без катастроф). Зорі та планети, за гіпотезою Канта, утворюються зі скупчень дифузної матерії: у центрі, де матерії більше, утворюється зоря, а на околицях — планети[88][89]. Математичну основу гіпотези пізніше розробив Лаплас.

Англійський астроном-самоучка Томас Райт першим припустив, що Всесвіт складається з окремих «зоряних островів». Ці острови, відповідно до моделі Райта, обертаються навколо якогось «божественного центру» (він, втім, припускав, що центрів може бути більше одного). Райт, а також Сведенборг і пізніше Кант розглядали туманності як вилучені зоряні системи.
- 1757 — перше визначення мас планет, не мають супутників (Алексі Клод Клеро)[70]. Дж. Долланд створює перший ахроматичний (трилінзовий) об'єктив, спростувавши скептицизм Ньютона з цього питання[90].
- 1766 — Йоганн Даніель Тіциус відкрив незрозумілий закон планетних відстаней; закон отримав широку популярність після робіт Йоганна Боде (1772)[91].
- 1771 — експедиція Пітера Симона Палласа виявляє в Сибіру Палласове залізо[92][93].
- 1784 — Джон Ґудрайк припустив, що змінний блиск Алголя викликається затемненнями від інших компонентів подвійної зорі[94].

До кінця XVIII століття астрономи отримали потужні інструменти дослідження — як оглядові (удосконалені рефлектори), так і теоретичні (небесна механіка, фотометрія та інших). Продовжувався розвиток методів небесної механіки. У міру збільшення точності спостережень було виявлено відхилення руху планет від Кеплерових орбіт. Теорія обліку збурень для задачі багатьох тіл була створена зусиллями Леонарда Ейлера, Алексі Клеро, Жозефа-Луї Лагранжа, але перш за все — П'єра-Симона Лапласа, що досліджував найскладніші випадки, зокрема найскладнішу задачу — стійкість системи. Після робіт Лапласа зникли останні сумніви, що законів Ньютона досить для опису всіх небесних рухів. Крім іншого, Лаплас розробив першу повну теорію руху супутників Юпітера з урахуванням взаємовпливу і збурень від Сонця. Ця проблема була дуже актуальною, оскільки лежала в основі єдиного відомого тоді точного методу визначення довготи на морі, а раніші таблиці положення цих супутників дуже швидко застарівали.

### Вільям Гершель

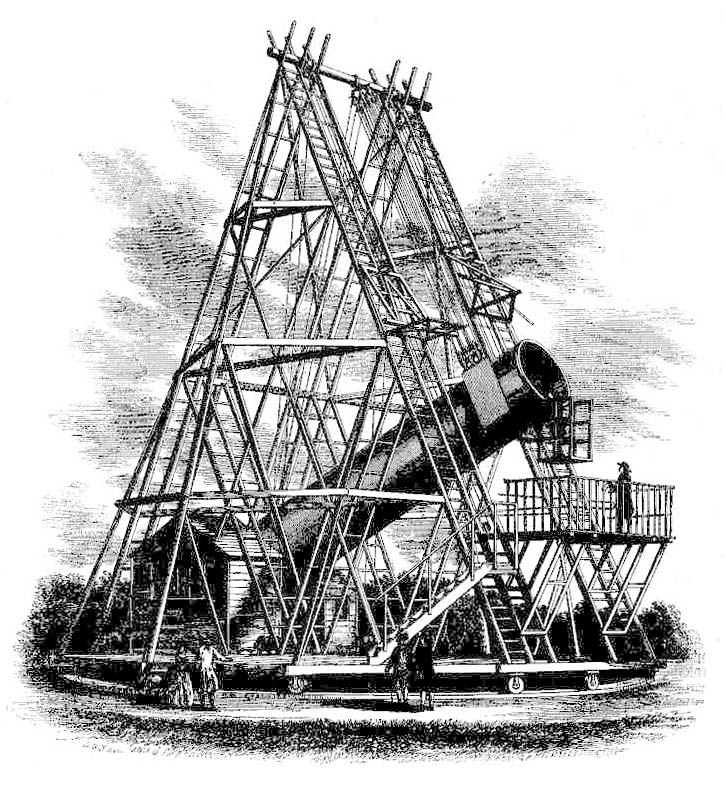
Телескоп Гершеля

Важливу роль у розвитку астрономії відіграв великий англійський дослідник німецького походження Вільям Гершель. Він побудував унікальні для того часу рефлектори з діаметром дзеркал до 1,2 м і віртуозно ними користувався. Гершель відкрив сьому планету — Уран (1781) і його супутники (1787), що обертаються «не в той бік» (1797), кілька супутників Сатурна, виявив сезонні зміни полярних шапок Марса, пояснив смуги і плями на Юпітері як хмари, виміряв період обертання Сатурна і його кілець (1790). Він відкрив, що вся Сонячна система рухається у напрямку до сузір'я Геркулеса (1783), при вивченні спектра Сонця відкрив інфрачервоні промені (1800), встановив кореляцію сонячної активності (за кількістю плям) і земних процесів — наприклад, урожай пшениці й цін на неї. Але головним його заняттям за всі тридцять років спостережень було дослідження зоряних світів.
Він каталогізував понад 2500 нових туманностей. Серед них були подвійні й кратні; деякі були з'єднані перемичками, що Гершель витлумачив як формування нових зоряних систем. Втім, тоді на це відкриття не звернули уваги; взаємодіючі галактики були перевідкриті вже в XX століття.
Гершель перший систематично застосовував в астрономії статистичні методи (винайдені раніше Мічел), і з їх допомогою зробив висновок, що Чумацький шлях — ізольований зоряний острів, який містить скінчену кількість зір і має сплюснуту форму. Відстані до туманностей він оцінював у мільйони світлових років.
1784 року Гершель зазначив, що світ туманностей має великомасштабну структуру — скупчення і пояси («шари»); зараз найбільший пояс розглядають як екваторіальну зону Метагалактики. Розмаїття форм туманностей і скупчень він пояснив тим, що вони перебувають на різних щаблях розвитку. Деякі туманності круглої форми, іноді із зорею всередині, він назвав планетарними і вважав скупченнями дифузної матерії, у яких формується зоря й планетна система. Насправді майже всі відкриті ним туманності були галактиками, але по суті Гершель мав рацію — процес зореутворення відбувається і в наші дні.

## XIX століття

Фраунгоферови лінії

XIX століття став часом бурхливого розвитку астрономічної науки й небесної механіки. Збільшилася кількість обсерваторій у Європі. Перші обсерваторії в Південній півкулі відкрили Джон Гершель і Нікола-Луї де Лакайль. Зростали також розміри телескопів, так 1842 року до ладу став побудований Вільямом Парсонсом 2-метровий рефлектор (у XIX столітті це досягнення так і не була ніким перевершено); у 1861 році Вільям Лассел побудував 122-см рефлектор.
У 1836 році почалося фотометричне спостереження зір, піонером якого став Джон Гершель, 1840 року отримано перші результати спостережень Сонця в інфрачервоному діапазоні, в 1841—1845 роках зусиллями Вільяма Бонда і Джорджа Бонда (США) народилася фотографічна астрономія, 1874 року видано перший фотографічний атлас Місяця.
У 1859—1862 роках Роберт Вільгельм Бунзен і Густав Кірхгоф розробили основи спектрального аналізу, який викликав справжню революцію в спостережній астрономії, оскільки за допомогою цього методу вдалося одержати інформацію про хімічний склад небесних тіл, недоступну (на той час) ніякими іншими методами. За допомогою спектрального аналізу вперше вдалося науково довести подібність хімічного складу Сонця й планет, і таким чином отримати досить переконливий аргумент на користь матеріальної єдності Всесвіту.
На початку XIX століття стало зрозуміло, що метеоритна речовина має космічне, а не атмосферне або вулканічне походження, як вважали раніше. Було зареєстровано й класифіковано регулярні метеорні потоки. 1834 року, Єнс Якоб Берцеліус виявив у метеориті перший неземний мінерал — троїліт (FeS). До кінця 1830-х років метеорна астрономія сформувалася як самостійна галузь науки про космос.
Увагу вчених привернули задачі пошуку невідомих планет Сонячної системи. 1796 року створено загін «небесної поліції», націлений виявити планету, розташовану, згідно з правилом Тіциуса — Боде, між Юпітером і Марсом. Гіпотетичну планету назвали Фаетоном, однак, замість неї було відкрито пояс астероїдів. Спочатку, 1 січня 1801 року італієць Джузеппе Піацці майже випадково відкрив Цереру — яку спочатку було зараховано до комет і відразу втрачено; на щастя, молодий Карл Гаусс саме в той час розробив метод визначення орбіти за трьома спостереженнями, і 1802 року Генріх Вільгельм Маттеус Ольберс спочатку відшукав Цереру, а потім відкрив ще дві малі планети між Марсом і Юпітером, Палладу (1802) і Весту (1807). Четвертий астероїд — Юнону, виявив Карл Людвіг Гардінг (1804). Ольберс висунув першу гіпотезу про причини утворення поясу астероїдів, яких до кінця століття було відкрито близько 400. Термін «астероїди» запропонував Гершель.
- 1802 — Вільям Волластон (Англія) винайшов щілинний спектроскоп. У спектрі Сонця виявлено 7 темних ліній.
- 1811 — Домінік Франсуа Араґо винайшов поляриметр і з його допомогою довів, що сонячна фотосфера — розжарений газ. Тіло Сонця багато дослідників вважали твердим (і навіть — холодним).

- 1814—1815 — Йозеф фон Фраунгофер виявив 576 темних ліній у спектрі Сонця. Лабораторна лінія натрію збіглася з темною сонячної. Невдовзі з'являється спектральний аналіз.
- 1834 — німецький астроном Фрідріх-Вільгельм Бессель довів відсутність атмосфери на Місяці (за відсутністю рефракції біля краю місячного диска).
- 1837 — засновник Пулковської обсерваторії Василь Струве виявив річний паралакс у Веги (0,12"); 1838 року Бессель виявив і досить точно виміряв паралакс 61 Лебедя, а Т. Гендерсон — паралакс Альфи Центавра. До кінця XIX століття було виміряно близько півсотні зоряних паралаксів.
- 1839—1840 — в астрономії починає застосовуватися фотографія (Луї Дагер і Домінік Франсуа Араґо отримали знімки Місяця).
- 1842 — отримано фотографії Сонця
- 1843 — Г. Швабе першим відкрив періодичність у зміні кількості сонячних плям і оцінив період змінності приблизно в 10 років. 1852 року цю залежність перевідкрив Рудольф Вольф, який дав точнішу оцінку (11 років) і встановив, що збільшення кількості плям викликає геомагнітні збурення. Зв'язок сонячних плям із земними процесами, помічений Гершелем, почав прояснюватися.
- 1845 — став до ладу гігантський рефлектор ірландського астронома Вільяма Парсонса, графа Росса. Відразу виявилася помилка Гершеля — більшість «планетарних» туманностей виявилися зоряними скупченнями. Того ж року було зроблено видатне відкриття — спіральна структура туманності M51, а незабаром — і десятка інших туманностей.
- 1846 — тріумфом ньютонової механіки стало відкриття Нептуна, восьмої планети Сонячної системи, відкритої «на кінчику пера». Честь відкриття розділили кембриджський математик Джон Кауч Адамс, французький астроном Урбен Левер'є і спостерігач — берлінський астроном Йоганн Готфрід Ґалле. Планету було виявлено за 52' від розрахунково місця. Майже негайно Вільям Ласселл відкрив і супутник Нептуна — Тритон.
- 1850  — перша фотографія зорі — Веги.
- 1851—1852 — лабораторне вимірювання швидкості світла; ідея Домініка Араго, виконання — Жана Фуко й Армана Фізо.
- 1857 — формалізовано шкалу зоряних величин (Норман Поґсон). З 1876 року розпочато випуск фотометричних каталогів за новою шкалою.
- 1858 — перша фотографія комети.
- 1859 — Джеймс Клерк Максвелл обґрунтував фрагментарну будову кільця Сатурна. Урбен Левер'є відкрив віковий зсув перигелію Меркурія. Річард Крістофер Керрінгтон уперше описав спалах на Сонці.
- 1859—1862 — Густав Роберт Кірхгоф і Роберт Вільгельм Бунзен розробили потужний метод віддаленого дослідження хімічного складу позаземних об'єктів — спектральний аналіз. Вже 1861 року Кірхгоф опублікував попередній хімічний склад сонячної атмосфери.
- 1862 рік — відкрито передбачений ще Бесселем невидимий супутник Сіріуса (Сіріус B).
- 1867 — зсуви в спектрах зір у поєднанні з принципом Доплера використано Вільямом Гаґґінсом для визначення променевих швидкостей небесних світил.
- 1868 — Норман Лок'єр відкрив у спектрі Сонця лінію, яка не відповідала жодному з відомих тоді хімічних елементів, і назвав цей новий елемент гелієм. Пізніше гелій знайшли й на Землі. Лок'єр виявив зміну спектра сонячних плям протягом 11-річного циклу сонячної активності, а 1873 року висловив здогад, що в надрах Сонця відбувається розпад хімічних елементів.

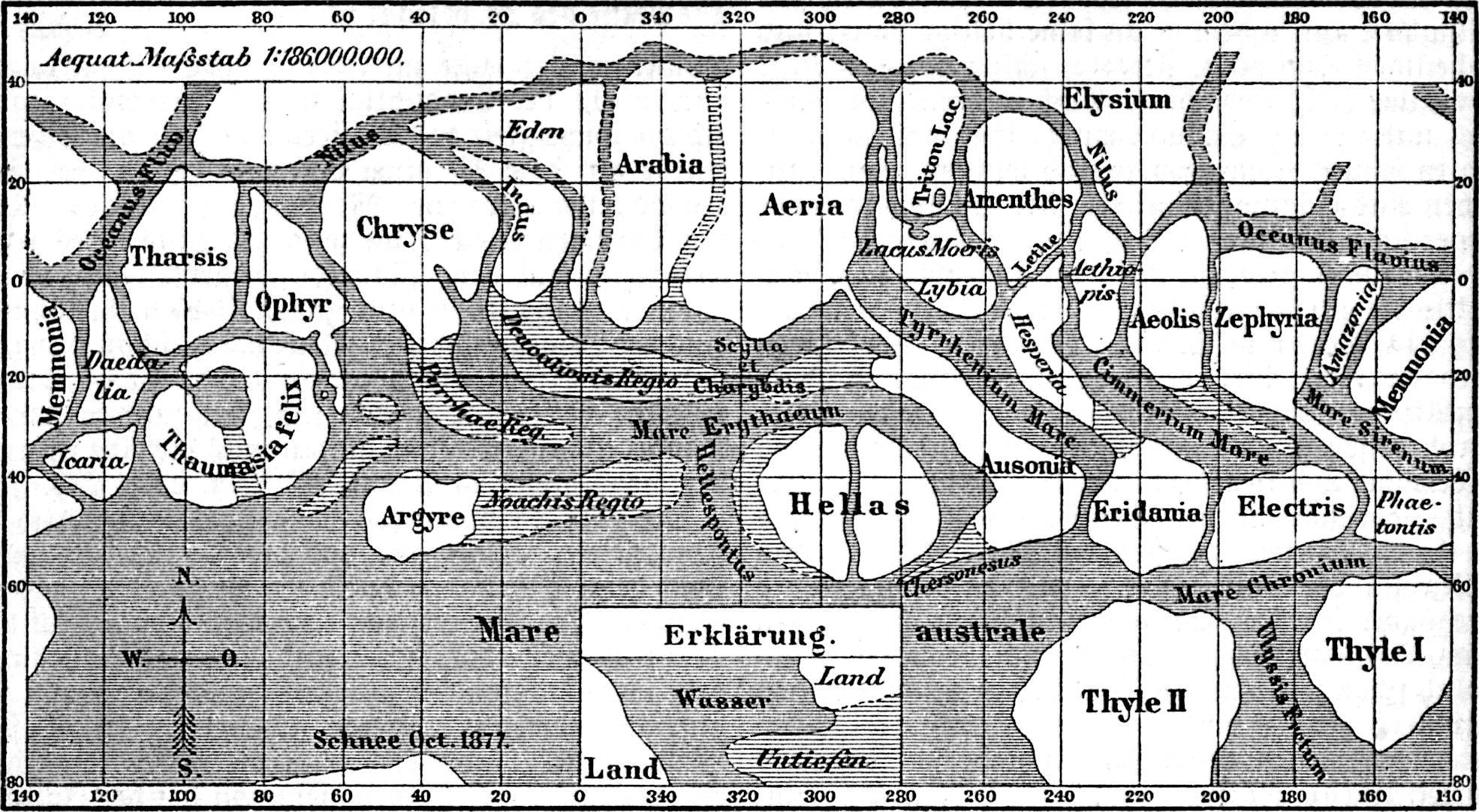
Карта Марса Скіапареллі

- 1877 — відкриття на Марсі: Асаф Голл відкрив Фобос і Деймос, а Джованні Скіапареллі — марсіанські «канали».
- 1879 — Джордж Говард Дарвін опублікував гіпотезу припливного походження Місяця (відриву його від Землі). С. Флемінг запропонував розділити Землю на часові пояси. 1884 року поясний час запроваджено у 26 країнах; одночасно прийнято міжнародну угоду про вибір Гринвіцького меридіана як нульового і як лінії зміни дат.
- 1885 рік — перше спостереження спалаху нової зорі в Туманності Андромеди (пізніше з'ясувалося, що це була наднова).
- 1898 — Вільям Генрі Пікерінг відкрив супутник Сатурна Фебу і його дивну особливість — зворотне (ретроградне) обертання щодо своєї планети.

## XX століття

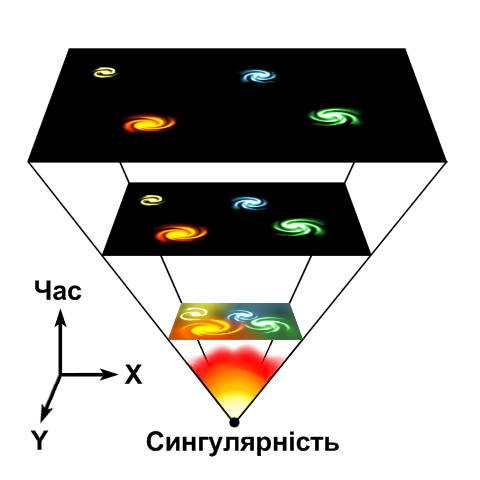
Розширення Всесвіту

- 1902 — Альберт Майкельсон уточнює швидкість світла (299 890 ± 60 км/сек).
- 1908 — у першого позаземного об'єкта — Сонця — виявлено магнітне поле (Джордж Еллері Гейл).
- 1908—1916 — відкриття прямої залежності між періодом і видимою зоряною величиною у цефеїд у Малій Магеллановій Хмарі (Генрієтта Свон Лівітт, США). Керуючись цим відкриттям, Ейнар Герцшпрунг і Гарлоу Шеплі розробили метод визначення відстаней за цефеїдами.
- 1912 — відкриття космічних променів (Гесс, Кольхерстера).
- 1913 — виявлено надзвичайно великий червоний зсув спіральних туманностей (Весто Мелвін Слайфер, США).
- 1914—1919 — теорія пульсації цефеїд (Гарлоу Шеплі і Артур Стенлі Еддінгтон)
- 1916 — відкрита «летюча» зоря Барнарда (Едвард Емерсон Барнард, США).
- 1916—1918 — теорія внутрішньої будови зір Артура Еддінгтона.
- 1918 — модель Гарлоу Шеплі про структуру Галактики, виведена зі спостережень; правильно визначені діаметр і положення центру; несподівано для всіх з'ясувалося, що Сонце міститься на краю Галактики.
- 1919 — створений Міжнародний астрономічний союз.
- 1923 — відкриття 22-річного циклу магнітної активності Сонця і зміни знаку полярності плям (Джордж Еллері Гейл, США). Встановлення залежності «маса-світність» для зір — Ейнар Герцшпрунг (Данія), Генрі Рассел (США), Артур Стенлі Еддінгтон (Англія).
- 1924—1926 — теорія променистої рівноваги зоряних надр Артура Еддінгтона.
- 1925—1934 — відкриття вуглекислого газу на Венері (Адамс, Сент-Джон і Данхем, США).
- 1926—1927 — на основі аналізу руху зір Бертіл Ліндблад і Ян Гендрик Оорт встановлюють обертання Галактики.

- 1927 — Жорж Леметр публікує свою гіпотезу розширення Всесвіту.
- 1929 — встановлено закон Габбла.
- 1930 — 19 лютого Клайд Томбо (США) відкрив Плутон.
- Початок 1930-х — Фріц Цвіккі робить висновок про існування у Всесвіті прихованої маси.
- 1931 — гіпотеза Артура Мілна — після вибуху нової залишається білий карлик.
- 1931 — американський радіоінженер Карл Янський відкрив космічне радіовипромінювання.
- 1934 — Павло Паренаго і Борис Кукаркін пророкують спалах зорі T Північної Корони; це дійсно сталося 1946 році.
- 1934 — Вальтер Бааде і Фріц Цвіккі висловлюють припущення, що після вибуху наднової залишається нейтронна зоря.
- 1942 — Ніколас Мейолл і Ян Гендрик Оорт з'ясовують, що Крабоподібна туманність — залишок від вибуху наднової 1054 року. Складено першу радіокарту неба (Ребер).
- 1945 — червоний зсув підтверджено і в радіодіапазоні (Мартін Райл, Англія).
- 1950 — гіпотеза Оорта про існування на краю Сонячної системи (100—150 тис. а. о.) сферичного шару комет — хмари Оорта.
- 1951 — доведена спіральна структура нашої Галактики.
- 1955—1956 — реєстрація радіовипромінювання Венери, Юпітера і комети Оренда — Роллана.
- 1957 — Запуск штучних супутників Землі, початок космічної ери. З'явилася можливість створення космічних лабораторій.
- 1958 — відкриття радіаційних поясів Ван-Аллена. Микола Козирєв відзначає в місячному кратері Альфонс ознаки вулканічної діяльності.
- 1959 — радіолокація Сонця (США). Станція «Луна-2» не виявляє у Місяця магнітного поля. Отримано перші фотографії зворотного боку Місяця.
- 1961 — перший політ людини в космос.
- 1961—1964 — радіолокація Меркурія, Венери, Марса, Юпітера (СРСР і США). Уточнено величину астрономічної одиниці і період обертання Венери навколо Сонця, визначено період осьового обертання Венери (він виявився зворотним), температуру і фізичні характеристики поверхні планет.
- 1965 — відкриття реліктового випромінювання. Перші фотографії поверхні Марса («Марінер-4»).
- 1967 — дослідження атмосфери Венери зі спускного апарата «Венера-4».
- 1969 — висадка «Аполлона-11» на Місяці. Перший вихід людини на поверхню Місяця.
- 1971 — перша м'яка посадка на Марс («Марс-3»).
- 1974 — сенсаційний висновок Стівен Гокінг про можливість «випаровування» чорних дір.
- 1975 — перша фотопанорама поверхні Венери («Венера-9», «Венера-10»).
- 1975 — фотографії Фобоса, Деймоса і поверхні Марса («Вікінг-1», «Вікінг-2»).
- 1977 — відкриття кілець Урана. Запуск «Вояджера-2», який передав неоціненну інформацію про зовнішні планети: Юпітер, Сатурн (1981), Уран, Нептун (1989).
- 1978 — відкриття Харона, супутника Плутона (Дж. У. Крісті, США).
- 1979 — виявлено кільця у Юпітера.
- 1986 — дослідження комети Галлея АМС «Вега» і «Джотто». У Урана виявлені 10 нових супутників.
- 1990 — запуск Космічного телескопа «Габбл».